# Lethe dirphia
Lethe dirphia är en fjärilsart som beskrevs av Druce 1875. Lethe dirphia ingår i släktet Lethe och familjen praktfjärilar. Inga underarter finns listade i Catalogue of Life.